# Chernobyl. 1986.04.26 P.S.
Chernobyl. 1986.04.26 P.S. ist eine Dokumentationsreihe des ukrainischen Studios „Telecon Studio“ aus dem Jahre 2016 und Nachfolger des preisgekrönten Dokumentarfilms Chernobyl.3828.
Die Reihe veröffentlicht zum ersten Mal, 30 Jahre nach der Nuklearkatastrophe von Tschernobyl, Originalaufnahmen aus historischen Filmarchiven.